# I Hate You, I Love You
Hate You I Love You es una webserie tailandesa dirigida por Songyos Sugmakanan y publicada en Line TV entre 2016 y 2017 con un total de cinco episodios (más un especial).

## Sinopsis
Cinco chicos luchando con el amor y los celos, entre las turbulentas relaciones basadas en el sexo y venganzas personales.

## Elenco
- Nana interpretada por Sutatta Udomsilp.[3]
- Jo interpretado por Wongravee Nateetorn.
- Tiger interpretado por Kritsanapoom Pibulsonggram.
- Ai, interpretado por Oabnithi Wiwattanawarang.
- Sol, interpretada por Sananthachat Thanapatpisal.

## Premios
| Año  | Premios                      | Rama                                              | Resultados |
| ---- | ---------------------------- | ------------------------------------------------- | ---------- |
| 2560 | Asian Television Awards 2017 | Mejor actor de reparto (Oabnithi Wiwattanawarang) | Nominado   |
| 2560 | Asian Television Awards 2017 | Mejor actor de reparto (กฤษณภูมิ พิบูลสงคราม)         | Nominado   |
| 2560 | Asian Television Awards 2017 | Mejor guion /Serie web                            | Nominado   |